# Sankt Johann im Saggautal
Pour les articles homonymes, voir Sankt Johann.
Sankt Johann im Saggautal est une commune autrichienne du district de Leibnitz en Styrie.